# Hofman
 Ikke at forveksle med Hoffmann.
de Hofman er navnet på både en uddød og en nulevende dansk lavadelsslægt. Hofman-Bang er en gren af den nulevende adelsslægt Bang, som også lever i Sverige.
Til en bondeslægt i Viborg Stift hørte selvejer i Simested Jacob Mogensen, hvis søn var borgmester i Randers Niels Jacobsen (1556-1624); denne var gift med Maren (Maria) Pedersdatter Lassen, enke efter borgmester Søren Hofman, og fader til dr. med. Søren Hofman (1600-1649), assessor i Højesteret Peder Lassen (1606-1681), Anna Nielsdatter (død 1663), der i sit ægteskab med Mads Poulson til Tvilumgård m.m. blev stammoder til de adlede slægter Poulson og Rosenørn, og Mette Nielsdatter (ca. 1605-1687), der ægtede dr. med. Niels Benzon (1609-1674). Dr. med. Søren Hofman var fader til Tøger Hofman til Gunderupgård (1648-1692), hvis søn justitsråd Søren Hofman (1688-1711) til Skerrildgård 1749 optoges i adelstanden; han var fader til amtmand Hans Dreyer de Hofman (1713-1793) — der må antages at være død som slægtens sidste mand —, til genealog Tycho de Hofman (1714-1754), Jens de Hofman (1716-1785) til Kås, konferensråd, deputeret i Rentekammeret Niels de Hofman (1717-1785) til Ravnstrup og Johanne Marie de Hofman (1722-1809), der ægtede prokansler Erik Pontoppidan (1698-1764). Jens de Hofman var fader til Karen Elisabeth de Hofman (1747-1821), hvis mand, kaptajn Ernst Halchuus (1743-1806) til Åberg 1780 optoges i adelstanden med navnet Hofman. Slægten, der også skriver sig de Hoffmann, lever endnu i Sønderjylland.
Konferensråd Niels de Hofman oprettede 1784 stamhuset Hofmansgave til fordel for sin søsterdatter Erica Pontoppidans og sin stedsøn, kaptajn Claus Bangs (1740-1805) (F.E. Hundrup: Oluf Bangs Efterkommere på Sværdsiden, 1875, s. 28) søn, agronom Niels Bang, senere Hofman Bang (1776-1855). Af hans børn var etatsråd Niels Erik Hofman-Bang (1803-1886) fader til stamhusbesidder Niels Erik Hofman-Bang (1844-1929), af hvis børn skal nævnes malerinden Ellen Hofman-Bang (1879-1971) og landøkonom Niels Oluf Hofman-Bang (1872-1951).
Niels Hofman (Bang) (1776-1855) var fader til Jacob Aal Hofman (Bang) (1810-1887), der i sit ægteskab med Ove Mallings barnebarn, Caroline Emilie Giersing (1820-1894), bl.a. fik sønnen ingeniør Peder Hofman-Bang (1854-1934). Erhvervsmanden Thomas Hofman-Bang (født 1964) bærer navnet via spindesiden, idet han er søn af teolog, landmand H.С. Nielsen og hustru, korrespondent Lis Schülein født Hofman-Bang.
Teaterdirektør Holger Peter Hofman (1868-1929) er ikke beslægtet med adelsslægten.